# مایکل آرتین
مایکل آرتین (ارمنی: Մայքլ Արթին؛ انگلیسی: Michael Artin؛ زادهٔ ۲۸ ژوئن ۱۹۳۴) دانشمند در زمینه هندسه جبری ارمنی‌تبار اهل ایالات متحده آمریکا است. او استاد دانشگاه ام‌آی‌تی است.
وی برندهٔ جوایزی همچون نشان ملی علوم و جایزه ولف در ریاضی شده‌است.